# AR謎解きゲーム
AR謎解きゲーム（ARなぞときゲーム）は、AR技術を活用した体験型脱出ゲームの総称。
プレティア・テクノロジーズ株式会社が提供する『サラと謎のハッカークラブ』が日本初のAR謎解きゲーム。

## 概要
街や商業施設を舞台に、AR技術を活用して様々なヒントを元に謎を解いてミッションをクリアする。脱出ゲームやリアル脱出ゲームとは異なり、大きな設営などを必要としないため、イベントや販売促進キャンペーンなどでの活用も見られる。
2018年8月、渋谷の街を舞台にした『サラと謎のハッカークラブ』の第一弾が開催されて以来、『渋谷パラレルパラドックス』、『トキ、カケル。』など多くは大都市圏で開催されている。今後は町おこしなどへの活用も期待されている。